# European Network for Conservation-Restoration Education
Das European Network for Conservation-Restoration Education (deutsch „Europäisches Netzwerk für Ausbildung in Konservierung-Restaurierung“) (ENCoRE) ist ein Netzwerk europäischer Hochschulen im Bereich der Konservierung und Restaurierung mit Sitz in Wien. Das Ziel von ENCoRE ist die Förderung von Lehre und Forschung im Bereich der Konservierung/Restaurierung von kulturellem Erbe, basierend auf den Richtlinien und Empfehlungen der E.C.C.O. Professional Guidelines, den E.C.C.O. Kompetenzen für den Zugang zum Beruf des Konservator-Restaurators und dem Document of Pavia.

## Geschichte und Ziele
ENCoRE wurde 1997 mit dem Hauptziel gegründet, die Forschung und Ausbildung im Bereich der Konservierung/Restaurierung von kulturellem Erbe zu fördern. Dazu wurde aus einer Tagung in Pavia, Italien, heraus am 21. Oktober 1997 das „Document of Pavia“ veröffentlicht.
Ein weiteres Ziel ist es, die Forschungszusammenarbeit zwischen akademischen Bildungseinrichtungen im Bereich Konservierung/Restaurierung in Europa und anderen in der Forschung tätigen Einrichtungen zu initiieren, aufzubauen und zu fördern.
Derzeit hat ENCoRE 41 Hochschulen aus den Studiengängen für Konservierung und Restaurierung in Europa als Mitglieder. Darüber hinaus sind 26 Institutionen und Organisationen, die auf dem Gebiet des Schutzes und der Erforschung des kulturellen Erbes tätig sind, Partner des Netzwerks. 
Seit März 2002 pflegt die European Confederation of Conservator-Restorers’ Organisation (E.C.C.O.) engen Kontakt zu ENCoRE. Sowohl E.C.C.O. als auch ENCoRE vertreten in ihren Publikationen die Position, dass die Anerkennung des Berufs des Konservators und Restaurators untrennbar mit der Anerkennung seiner Ausbildungsbasis verbunden ist. Darüber hinaus hängen, ähnlich wie bei anderen Berufen, die beruflichen Standards der Konservatoren und Restauratoren von der Qualität ihrer Ausbildung ab. Mitglieder von E.C.C.O., als auch von ENCoRE sind am CHARTER-Projekt beteiligt: Cultural Heritage Action to Refine Training, Education, and Roles. Dieses zielt darauf ab, eine Matrix zu entwickeln, die die Praxis im Bereich des Kulturerbes anhand diskreter Kompetenzen und Fähigkeiten abbildet, die nach Erfahrungsstufen organisiert sind. Diese Matrix informiert über die Rolle der Denkmalpfleger und Restauratoren im Zusammenhang mit dem Kulturerbe.

## Ulrich Schiessl PhD Colloquium
Das nach Ulrich Schießl benannte Kolloquium findet seit 2008 alle zwei Jahre statt. Es bietet Doktoranden die Gelegenheit, ihre aktuellen Forschungsarbeiten mit Kollegen und Fakultätsmitgliedern zu präsentieren, zu diskutieren und davon zu profitieren. Ziel ist die Schaffung eines europäischen Forums für den Austausch von Ideen und Debatten in der relevanten Forschung für die Konservierung und Restaurierung des kulturellen und natürlichen Erbes sowie der Archäologie. Teilnahmeberechtigt sind aktuelle Doktoranden aller Disziplinen innerhalb der Konservierung-Restaurierung sowie deren Betreuer und akademisches Personal an Hochschulen, die ordentliche Mitglieder von ENCoRE sind.